# Пети, Жан-Луи

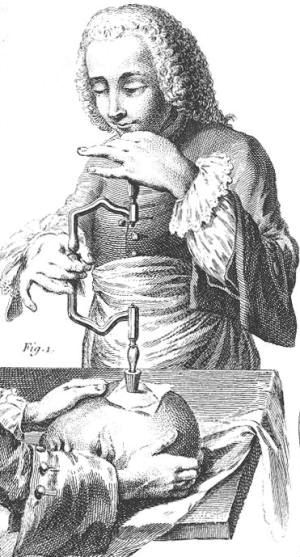
Французская иллюстрация XVIII в., изображающая операцию по трепанации черепа

Жан-Луи́ Пети́, или Пти (фр. Jean-Louis Petit; 13 марта 1674, Париж — 20 апреля 1750, там же) — французский хирург и анатом XVIII века.

## Биография
Ученик Алексиса Литтре. В 1700 году получил сертификат магистра в области хирургии в Париже.
В 1715 г. стал членом Королевской академии наук.
По указу короля Людовика XV назначен директором Королевской хирургической академии с момента её создания в 1731 году.
В качестве хирурга пользовался большим авторитетом и популярностью в европейских странах. В 1726 г. был приглашён на службу польским королём Августом II, а в 1735 г. — в Испанию королём Фердинандом VI. Монархи предлагали ему большие выгоды за пребывание в их странах и опеку над их здоровьем, но он предпочёл вернуться во Францию.
Состоял членом Лондонского королевского общества (1729).

## Научная деятельность
Первопроходец в хирургии и анатомии. Впервые описал принципы кровоизлияний, свищей и костных болезней. Главнейшие его работы относятся к болезням костей и к аневризмам.
С его именем связано изобретение винтового турникета.
Является автором троакара — хирургического инструмента, который используется до настоящего времени.
Дал своё имя анатомической части тела (треугольник Пети или Пти (Petit) — поперечный треугольник).
Жан-Луи Пети дал первое полное клиническое описание гематомы, расположенной между костями черепа и твердой мозговой оболочкой, — экстрадуральной гематомы.
Одним из первых в Европе в 1736 г. провел операцию по трепанации черепа. Ему же приписывают изобретение медицинского жгута.
Жан-Луи Пети является автором трактата о болезнях костей «L’Art de guérir les maladies des os, où l’on traite des luxations et des fractures avec une machine de nouvelle invention pour les réduire», опубликованного в 1705 г. и переведенного после нескольких переизданий на английский язык в 1726 году.